# التجمع الإسلامي في منطقة تورونتو
التجمع الإسلامي في منطقة تورونتو (بالإنجليزية: Toronto and Region Islamic Congregation) (ويعرف بالاختصار «تاريك» TARIC) هو مركز إسلامي وأحد أكبر وأقدم المراكز الإسلامية في مدينة تورونتو في أونتاريو في  كندا. 
وبجانب إقامة الصلوات، يقدم المركز الدروس الدينية ودروس اللغة العربية، وتعقد به مراسم الزواج، وبه متجر إسلامي، وبرامج للمسلمين وغير المسلمين.